# ميليتيوس الأنطاكي
ميليتيوس الأنطاكي كان بطريرك أنطاكية للفترة من عام 360م حتى وفاته عام 381م. أطيح به في عهد فالنس بسبب ميوله لطائفة مثلية الجوهر الآريوسية.